# Утков, Виктор Григорьевич
Виктор Григорьевич Утко́в (28 марта [10 апреля] 1912, Сычево, Тобольская губерния — 8 февраля 1988, Москва) — русский писатель, литературовед и библиофил. Заслуженный работник культуры РСФСР, младший техник-лейтенант.

## Биография
Виктор Григорьев Утков родился 28 марта (10 апреля) 1912 в селе Сычевском Сычевской волости Курганского уезда Тобольской губернии, ныне село Сычево входит в Варгашинский муниципальный округ Курганской области. В год рождения сына Виктора его отец, выходец из крестьян д. Золотое Байдарской волости Курганского уезда (ныне Половинского муниципального округа Курганской области) Григорий Григорьев Утков, занимал должность сычевского волостного писаря.
В 1915 году переехал с семьёй в Омск. После окончания школы работал слесарем-инструментальщиком на Сибзаводе, библиотекарем, техником-полеводом на Омской опытной сельскохозяйственной станции. В 1931—1935 годах учился в Омском зооветеринарном институте на отделении северного оленеводства, но по полученной специальности не работал. После окончания института стал сотрудником редакции областной газеты «Ленинские внучата», потом заведовал литературной частью Омского театра драмы. В конце 30-х годов опубликовал свои первые очерки в журналах: «Омская область» и «Сибирские огни». В 1939 году вышла его первая книга — очерк об ученом-селекционере Н. В. Цицине «Чудесная пшеница» (Омск, 1939). В 1937—1941 годах работал ответственным секретарём Омского областного объединения советских писателей и журналистов.
В июле 1941 г. был призван в Рабоче-крестьянскую Красную Армию и служил на Дальнем Востоке в 75-м дорожно-эксплуатационном полку 1-й Краснознамённой армии Дальневосточного фронта, проходил обучение в 247-й отдельной курсантской стрелковой бригаде, младший техник-лейтенант. 1-й Дальневосточный фронт участвовал в Советско-японской войне.
В 1945 году переехал в Москву.
До 1953 года он работал в журнале «Физкультура и спорт», знал многих спортсменов, дружил с альпинистами и сам занимался альпинизмом. 
В 1953—1982 годах работал во Всесоюзном объединении книжной торговли «Союзкнига» Главиздата Министерства культуры СССР. Входил в совет Клуба любителей книги при Центральном доме литераторов, а также в редакционный совет Центрального правления Всесоюзного общества книголюбов. Был известным библиофилом — в его личную библиотеку вошли свыше 10 тыс. томов по истории и культуре Сибири, Урала, Дальнего Востока, Средней Азии. Автор большого числа книг и статей по литературоведению и книжному делу. Наиболее значительными считаются работы о жизни и творчестве П. П. Ершова.
С 1975 года — член Союза писателей СССР.
Виктор Григорьевич Утков умер 8 февраля 1988 года в Москве. Похоронен в Москве.

## Награды
- Заслуженный работник культуры РСФСР

## Память
Более сорока лет Виктор Утков был близким другом Леонида Мартынова. После смерти поэта участвовал в издании его наследия, был в числе составителей единственного на сегодня научно комментированного издания стихов поэта «Стихи и поэмы. Л, 1986», а также сборника «Воспоминания о Леониде Мартынове. М., 1986»; участвовал в Мартыновских чтениях в 1983 году в Омске.
10 апреля 2012 года исполнилось сто лет со дня рождения Виктора Уткова. Памятные мероприятия-выставки прошли в Тобольске (в историко-архитектурном музее), Ишиме (в Культурном центре им. Петра Ершова) и Омске (открытие выставки «В поисках связи времен» в Литературном музее). Мероприятия открывала дочь Виктора Григорьевича — Ольга Викторовна Устинова.

## Семья
Дочь Ольга Уткова-Устинова, инженер-конструктор лаборатории глубоководных обитаемых аппаратов Института океанологии имени Ширшова Российской академии наук. Внук Алексей.